# 오노성 (후쿠이현)

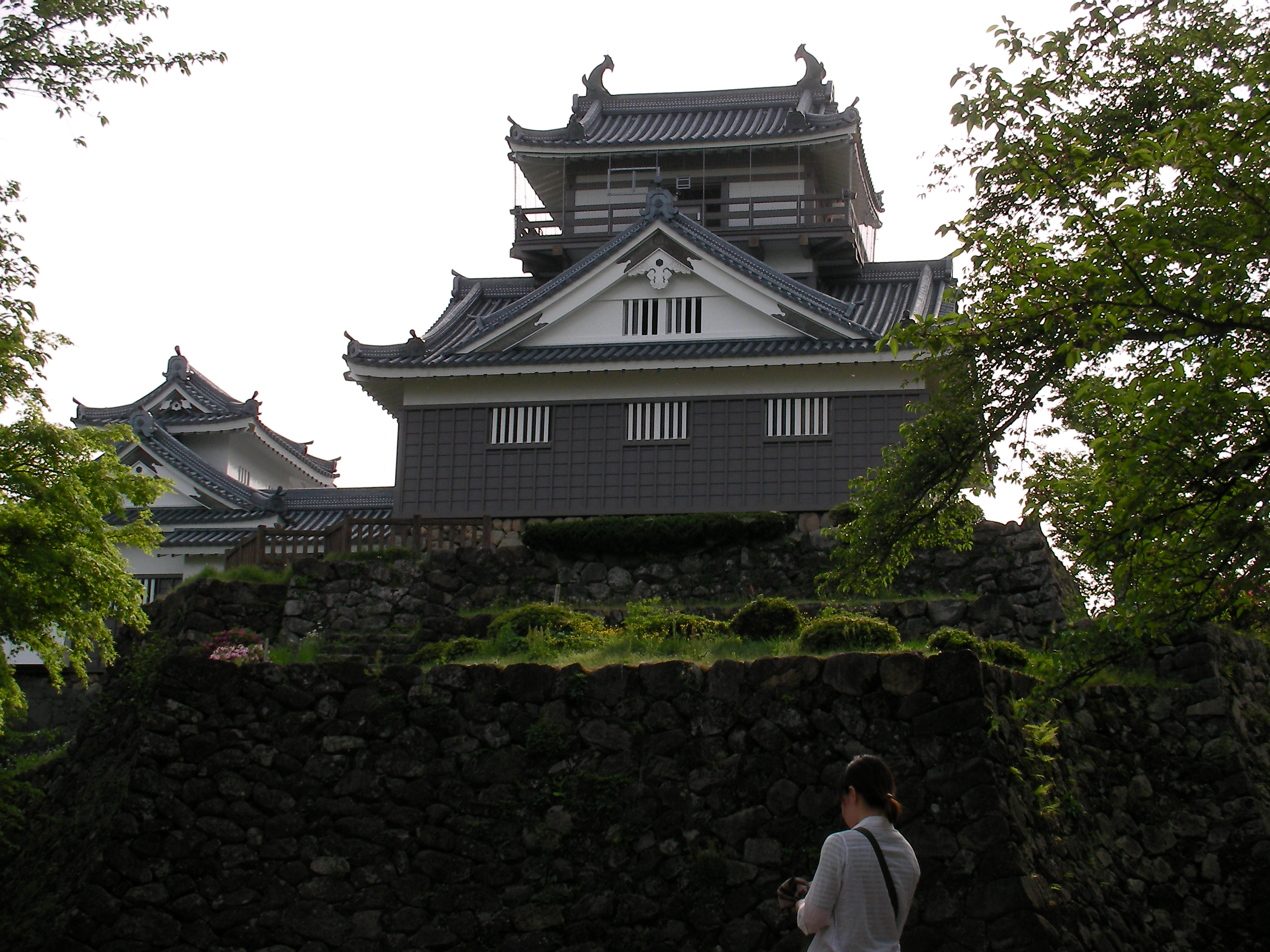
대천수

오노성(일본어: 大野城 오노조[*])은 후쿠이현 오노시에 있는 제곽식 평산성이다. 에도 시대에는 오노 번의 번청으로 사용되었다. 가메야마 산성(亀山城)이란 이명을 가지고 있다.

## 역사
아즈치모모야마 시대
1575년 오다 노부나가에 의해 에치젠이 평정된 후, 가나모리 나가치카가 에치젠 국 오노 군 3만 석을 영지로 받아 이 지역으로 부임해왔다. 1576년 이누야마성에 가까운 가메야마 산에 성을 축성한 것이 오노 성의 시작이다. 약 4년뒤 성이 완성된다. 1586년 가나모리 나가치카가 히다국 다카야마로 전봉되자, 인접 지역을 다스리던 하세가와 히데카즈가 오노 지역도 다스리게된다. 언제인지는 모르지만, 도요토미 히데요시의 친지라고 하는 아오키 가즈노리가 1591년까지 오노 8만 석으로 입봉되어 지역을 통치했고, 점차 영지가 가증되어 후추, 기타노쇼로 거처를 옮겨갔다. 1592년 오다 노부나가의 손자 오다 히데카쓰가 오노 5만 석을 배령받아 입성했지만, 1600년 일어난 세키가하라 전투에서 서군에 속했기 때문에, 전후 영지가 몰수 되었다.
에도 시대
전후 에치젠은 유키 히데야스에게 돌아갔고, 오노 지역은 그의 가신 쓰치야 마사아키가 통치했지만, 1607년 유키 히데야스가 죽자, 뒤따라 순사했기 때문에 법령에 의거해 영지가 몰수 되었고, 1609년 오구리 마사카쓰가 입성하였다. 1624년 유키 히데야스의 3남 마쓰다이라 나오마사가 오노 번 5만 석에 입봉되어 가즈사국 아네가사키 번로부터 오노 성에 입성한다. 이후 오노 번은 에치젠 마쓰다이라 가문이 통치하다가 1682년 번주 마쓰다이라 나오아키라가 하리마국 아카시번으로 이봉됨에 따라 잠시 동안 오노 번은 막부직할령으로 되었다. 이후, 막부의 다이로 도이 도시카쓰의 4남 도이 도시후사가 1682년 오노 4만 석을 배령받아 오노 성에 입성한 후, 오노 번은 메이지 유신기까지 도이 가문이 다스리게 된다. 성은 1775년 대화재로 혼마루까지 소실되었지만, 1795년 천수를 제외한 주변 건물이 재건되었다.
메이지 시대 이후
- 1871년(메이지 4년) 폐번치현 후, 오노 번은 오노 현으로 바뀌었으며, 성의 건조물은 파각되기 시작했다.
- 1968년(쇼와 43년) 전 향사출신 하기와라 사다우지(萩原貞氏)의 기부에 의해 재건된 것으로 철근콘크리트로 지어졌다.[1]

## 부속건물

### 천수
천수는 가메야마 산 정상부에 덴슈쿠루와를 두어 건설한 것으로 2층2계의 대천수와 소천수, 그리고, 쓰키 망루와 덴구노마(天狗の間)라는 건물을 둔 복합연결식 천수였지만, 1795년 화재로 소실되었다.
재건 천수
현재 천수는 1968년 이 지역 향사였던 하기하라 사다우지의 기부금에 의해 옛 지도를 토대로 철근콘크리트 구조로 재건된 2층3계의 건물이다. 그러나, 소천수가 덴구노마의 위치에 지어지는 등 사실과 달리 재건된 것이다. 천수의 내부에는 가나모리 가문과 도이 가문 등 역대 성주 관련 자료를 전시한 자료관으로 이용되고 있다.

## 남아있는 건조물
산 정상의 석벽 및 해자가 현존해 있고, 산기슭부분에도 내측 해자 및 외측 해자 일부가 남아있다. 건조물로는 아카즈노 문이 시내 신조지(真乗寺) 산문으로 망루가 딸린 문으로 있었던 하토 문의 문 부분이 고메이지(光明寺) 산문으로 각각 이축되어 현존해 있다. 또, 도이 가문 7대 번주 도이 도시타다가 정계은퇴 후 머문 곳이 야나기 신사(柳廼社) 사무소로 이축되어 현존해 있다.

## 관광
교통
- JR 서일본 에치젠 오노 역에서 하차 도보로 10분소요.

주변 문화시설 및 관광명소
- 오노 시 민속자료관
- 오노 시 역사박물관
- 옛 우치야마 가문의 저택 - 무가저택

## 같이 보기
- 오노 번
- 이누야마성 (후쿠이현)